# Cryptocephalus biguttulus
Cryptocephalus biguttulus es una especie de insecto coleóptero de la familia Chrysomelidae.
Fue descrita científicamente en 1848 por Suffrian.